# Талицкий муниципальный округ
Та́лицкий городско́й о́круг — муниципальное образование в Свердловской области России. Образован в границах Талицкого района. Относится к Восточному управленческому округу. Административный центр — город Талица.
С 1 января 2025 года имеет статус муниципального округа.

## География
Площадь Талицкого района составляет 4458,63 км². Расположен в юго-восточной части области. Граничит на западе с Пышминским городским округом, на севере — с Байкаловским муниципальным районом и Ирбитским муниципальным образованием (городским округом), на востоке — с Тугулымским городским округом, на юго-западе — с Курганской областью.
Основная река — Пышма.

## История
Образован на основании постановлений ВЦИК от 3 и 12 ноября 1923 года в составе Тюменского округа Уральской области из Балаирской, Ертарской, Рамыльской, Талицкой, Чупинской и Еланской волостей.
В район вошёл 21 сельсовет: Балаирский, Белоносовский, Бело-Еланский, Больше-Рамыльский, Беляковский, Верхне-Талманский, Горбуновский, Дёминский, Еланский, Ертарский, Ефремовский, Журавлёвский, Завьяловский, Зобнинский, Истоурский, Килинский, Луговской, Марковский, Медведковский, Мохиревский, Первухинский, Рейтинский, Рухловский, Потаскуевский, Талицкий, Шевелевский.
30 сентября 1924 года — присоединены Пановский и Москвинский сельсоветы.
26 июня 1925 года — в состав района вошли Вновь-Юрмытский, Кокуйский, Пульниковский, Чупинский, Яровский, Куяровский сельсоветы Шадринского округа. Больше-Рамыльский, Верхне-Талманский, Дёминский, Килинский, Марковский и Потаскуевский сельсоветы переданы в Тугулымский район.
30 сентября 1925 года — Ертарский сельсовет передан в Тугулымский район.
28 июля 1926 года — образованы Бубенщиковский и Серковский сельсоветы.
Постановлением ВЦИК от 7 декабря 1934 года район передан в состав Челябинской области. В 1935 году из части территории района образован Буткинский район. В 1938 году район передан в состав Свердловской области. В 1961 году в состав Талицкого района переданы территории упраздненного Тугулымского района. В 1962 году произошло объединение Талицкого и Буткинского районов с центром в городе Талица. 1 февраля 1963 года путём выделения из Талицкого района вновь образован Тугулымский район.
1 февраля 1963 года был образован Талицкий сельский район.
22 ноября 1966 года поселок химлесхоза был переименован в поселок Живица.
В июне 1996 года было создано муниципальное образование Талицкий район. 10 ноября 1996 года муниципальное образование было включено в областной реестр.
12 октября 2004 года Талицкий район был наделён статусом городского округа. Рабочий посёлок Троицкий был отнесён к категории сельских населённых пунктов к виду посёлок.
С 1 января 2006 года муниципальное образование официально было переименовано в Талицкий городской округ.
Район как административно-территориальная единица сохраняет свой статус.

## Население
| \| 1997 \| 2002[15] \| 2009[16] \| 2010[17] \| 2011[18] \| 2012[19] \| 2013 \| \| -------- \| -------- \| -------- \| -------- \| -------- \| -------- \| -------- \| \| 63 000 \| ↘55 675 \| ↘51 875 \| ↘47 309 \| ↘47 177 \| ↘46 691 \| ↘46 253 \| \| 2014[20] \| 2015[21] \| 2016[22] \| 2017[23] \| 2018[24] \| 2019[25] \| 2020[26] \| \| ↘45 602 \| ↘45 214 \| ↘44 609 \| ↘44 071 \| ↘43 634 \| ↘42 958 \| ↘42 653 \| \| 2021[27] \| 2023[5] \| \| \| \| \| \| \| ↘40 946 \| ↘40 020 \| \| \| \| \| \| 10 000 20 000 30 000 40 000 50 000 60 000 70 000 1997 2012 2017 2023 |         |         |         |         |         |         |
| 1997 | 2002    | 2009    | 2010    | 2011    | 2012    | 2013    |
| 63 000 | ↘55 675 | ↘51 875 | ↘47 309 | ↘47 177 | ↘46 691 | ↘46 253 |
| 2014 | 2015    | 2016    | 2017    | 2018    | 2019    | 2020    |
| ↘45 602 | ↘45 214 | ↘44 609 | ↘44 071 | ↘43 634 | ↘42 958 | ↘42 653 |
| 2021 | 2023    |         |         |         |         |         |
| ↘40 946 | ↘40 020 |         |         |         |         |         |

### Урбанизация
В городских условиях (Талица) проживают 36,35 % населения муниципального округа.

## Состав
Распределение населения муниципального округа:
 Талица  (36,35 %) Троицкий  (25,10 %) Бутка (6,30 %) Пионерский  (3,49 %) Яр  (1,90 %) Остальные (26,86 %)
В состав городского округа и района входят 94 населённых пункта. Талицкий район до 1 октября 2017 года делился на 19 административно-территориальных единиц: 1 город и 18 сельсоветов.
| №  | Населённый пункт  | Тип населённого пункта        | Население | Управа                   | Административно- территориальная единица Талицкого района |
| -- | ----------------- | ----------------------------- | --------- | ------------------------ | --------------------------------------------------------- |
| 1  | Антонова          | деревня                       | ↘55       | Еланская управа          | Еланский сельсовет                                        |
| 2  | Балаир            | село                          | ↘107      | Кузнецовская управа      | Кузнецовский сельсовет                                    |
| 3  | Басмановское      | село                          | ↘558      | Басмановская управа      | Басмановский сельсовет                                    |
| 4  | Белая Елань       | деревня                       | ↘575      | Горбуновская управа      | Горбуновский сельсовет                                    |
| 5  | Белоносова        | деревня                       | ↘1        | Пановская управа         | Пановский сельсовет                                       |
| 6  | Беляковское       | село                          | ↘212      | Мохиревская управа       | Беляковский сельсовет                                     |
| 7  | Береговая         | деревня                       | ↗126      | Буткинская управа        | Буткинский сельсовет                                      |
| 8  | Большая Ефремова  | деревня                       | ↘0        | Завьяловская управа      | Завьяловский сельсовет                                    |
| 9  | Бор               | деревня                       | ↘212      | Куяровская управа        | Куяровский сельсовет                                      |
| 10 | Борзикова         | деревня                       | ↘18       | Кузнецовская управа      | Кузнецовский сельсовет                                    |
| 11 | Боровая           | деревня                       | ↘38       | Вновь-Юрмытская управа   | Вновь-Юрмытский сельсовет                                 |
| 12 | Боровской         | посёлок                       | ↘116      | Буткинская управа        | Буткинский сельсовет                                      |
| 13 | Бубенщикова       | деревня                       | ↘15       | Вновь-Юрмытская управа   | Вновь-Юрмытский сельсовет                                 |
| 14 | Бутка             | село                          | ↘2522     | Буткинская управа        | Буткинский сельсовет                                      |
| 15 | Буткинское Озеро  | деревня                       | ↘126      | Смолинская управа        | Смолинский сельсовет                                      |
| 16 | Васенина          | деревня                       | ↗21       | Чупинская управа         | Чупинский сельсовет                                       |
| 17 | Вахова            | деревня                       | ↘17       | Завьяловская управа      | Завьяловский сельсовет                                    |
| 18 | Верхний Талман    | деревня                       | ↘86       | Кузнецовская управа      | Кузнецовский сельсовет                                    |
| 19 | Верхняя Плеханова | деревня                       | →0        | Кузнецовская управа      | Кузнецовский сельсовет                                    |
| 20 | Вихляева          | деревня                       | ↘311      | Вихляевская управа       | Вихляевский сельсовет                                     |
| 21 | Вновь-Юрмытское   | село                          | ↘621      | Вновь-Юрмытская управа   | Вновь-Юрмытский сельсовет                                 |
| 22 | Гомзикова         | деревня                       | ↘30       | Басмановская управа      | Басмановский сельсовет                                    |
| 23 | Горбуновское      | село                          | ↘540      | Горбуновская управа      | Горбуновский сельсовет                                    |
| 24 | Горскино          | село                          | ↘146      | Казаковская управа       | Казаковский сельсовет                                     |
| 25 | Грозина           | деревня                       | ↘51       | Мохиревская управа       | Беляковский сельсовет                                     |
| 26 | Елань             | село                          | ↘474      | Еланская управа          | Еланский сельсовет                                        |
| 27 | Журавлёва         | деревня                       | ↘52       | Еланская управа          | Еланский сельсовет                                        |
| 28 | Заборская         | деревня                       | →0        | Чупинская управа         | Чупинский сельсовет                                       |
| 29 | Заводской         | посёлок                       | ↗80       | УГХ города Талицы        | город Талица                                              |
| 30 | Завьяловское      | село                          | ↘345      | Завьяловская управа      | Завьяловский сельсовет                                    |
| 31 | Заречная          | деревня                       | ↘105      | Вновь-Юрмытская управа   | Вновь-Юрмытский сельсовет                                 |
| 32 | Заречная          | село                          | ↘21       | Куяровская управа        | Куяровский сельсовет                                      |
| 33 | Зарубина          | деревня                       | ↘150      | Смолинская управа        | Смолинский сельсовет                                      |
| 34 | Заселина          | деревня                       | ↘11       | Куяровская управа        | Куяровский сельсовет                                      |
| 35 | Зобнина           | деревня                       | ↘51       | Кузнецовская управа      | Кузнецовский сельсовет                                    |
| 36 | Зотина            | деревня                       | →0        | Горбуновская управа      | Горбуновский сельсовет                                    |
| 37 | Зырянка           | деревня                       | ↘107      | Кузнецовская управа      | Кузнецовский сельсовет                                    |
| 38 | Ивановка          | деревня                       | ↘8        | Пановская управа         | Пановский сельсовет                                       |
| 39 | Истоур            | деревня                       | ↘56       | Еланская управа          | Еланский сельсовет                                        |
| 40 | Казаковское       | село                          | ↘404      | Казаковская управа       | Казаковский сельсовет                                     |
| 41 | Калачики          | деревня                       | ↘47       | Пановская управа         | Пановский сельсовет                                       |
| 42 | Калиновка         | деревня                       | ↘71       | Трехозерская управа      | Трехозерский сельсовет                                    |
| 43 | Катарач           | село                          | ↘181      | Нижне-Катарачская управа | Нижнекатарачский сельсовет                                |
| 44 | Кокуй             | деревня                       | ↘95       | Вновь-Юрмытская управа   | Вновь-Юрмытский сельсовет                                 |
| 45 | Комсомольский     | посёлок                       | ↘630      | Чупинская управа         | Чупинский сельсовет                                       |
| 46 | Красногорка       | деревня                       | ↘63       | Вихляевская управа       | Вихляевский сельсовет                                     |
| 47 | Кузнецовский      | посёлок                       | ↘549      | Кузнецовская управа      | Кузнецовский сельсовет                                    |
| 48 | Куяровское        | село                          | ↘161      | Куяровская управа        | Куяровский сельсовет                                      |
| 49 | Луговая           | деревня                       | ↘189      | Горбуновская управа      | Горбуновский сельсовет                                    |
| 50 | Мака              | посёлок                       | ↘57       | УГХ города Талицы        | город Талица                                              |
| 51 | Малая Ефремова    | деревня                       | →0        | Пановская управа         | Пановский сельсовет                                       |
| 52 | Маркова           | деревня                       | ↘66       | Чупинская управа         | Чупинский сельсовет                                       |
| 53 | Медведкова        | деревня                       | ↘5        | Пионерская управа        | Пионерский сельсовет                                      |
| 54 | Москвинское       | село                          | ↘8        | Пановская управа         | Пановский сельсовет                                       |
| 55 | Мохирёва          | деревня                       | ↘321      | Мохиревская управа       | Мохиревский сельсовет                                     |
| 56 | Непеина           | деревня                       | ↘95       | Буткинская управа        | Буткинский сельсовет                                      |
| 57 | Неупокоева        | деревня                       | ↘14       | Еланская управа          | Еланский сельсовет                                        |
| 58 | Нижний Катарач    | деревня                       | ↘322      | Нижне-Катарачская управа | Нижнекатарачский сельсовет                                |
| 59 | Новая             | деревня                       | ↘96       | Трехозерская управа      | Трехозерский сельсовет                                    |
| 60 | Новая Деревня     | деревня                       | ↘107      | Вихляевская управа       | Вихляевский сельсовет                                     |
| 61 | Новодеревенский   | посёлок                       | ↗2        | Вихляевская управа       | Вихляевский сельсовет                                     |
| 62 | Одина             | деревня                       | ↗16       | Чупинская управа         | Чупинский сельсовет                                       |
| 63 | Октябрьский       | посёлок                       | ↘1        | Чупинская управа         | Чупинский сельсовет                                       |
| 64 | Ососкова          | деревня                       | ↘45       | Куяровская управа        | Куяровский сельсовет                                      |
| 65 | Панова            | деревня                       | ↘305      | Пановская управа         | Пановский сельсовет                                       |
| 66 | Пеньки            | село                          | ↘130      | Нижне-Катарачская управа | Нижнекатарачский сельсовет                                |
| 67 | Первунова         | деревня                       | ↘31       | Горбуновская управа      | Горбуновский сельсовет                                    |
| 68 | Первухина         | деревня                       | ↘168      | Чупинская управа         | Чупинский сельсовет                                       |
| 69 | Пиджакова         | деревня                       | ↘9        | Басмановская управа      | Басмановский сельсовет                                    |
| 70 | Пионерский        | посёлок                       | ↘1398     | Пионерская управа        | Пионерский сельсовет                                      |
| 71 | Погорелка         | деревня                       | ↗9        | Чупинская управа         | Чупинский сельсовет                                       |
| 72 | Поротникова       | деревня                       | ↘36       | Нижне-Катарачская управа | Нижнекатарачский сельсовет                                |
| 73 | Притыкина         | деревня                       | ↗1        | Чупинская управа         | Чупинский сельсовет                                       |
| 74 | Ретина            | деревня                       | ↗63       | Мохиревская управа       | Мохиревский сельсовет                                     |
| 75 | Речкина           | деревня                       | ↗49       | Мохиревская управа       | Мохиревский сельсовет                                     |
| 76 | Серкова           | деревня                       | ↘26       | Вновь-Юрмытская управа   | Вновь-Юрмытский сельсовет                                 |
| 77 | Смолинское        | село                          | ↘360      | Смолинская управа        | Смолинский сельсовет                                      |
| 78 | Сосновка          | посёлок                       | ↘163      | Пионерская управа        | Пионерский сельсовет                                      |
| 79 | Средний Катарач   | деревня                       | ↘38       | Нижне-Катарачская управа | Нижнекатарачский сельсовет                                |
| 80 | Сугат             | деревня                       | ↘279      | Пионерская управа        | Пионерский сельсовет                                      |
| 81 | Талица            | город, административный центр | ↘14 547   | УГХ города Талицы        | город Талица                                              |
| 82 | Тарасова          | деревня                       | ↘39       | Мохиревская управа       | Мохиревский сельсовет                                     |
| 83 | Тёмная            | деревня                       | ↘60       | Куяровская управа        | Куяровский сельсовет                                      |
| 84 | Трёхозёрная       | деревня                       | ↘243      | Трехозерская управа      | Трехозерский сельсовет                                    |
| 85 | Троицкий          | посёлок                       | ↘10 045   | Троицкая управа          | город Талица                                              |
| 86 | Уецкое            | село                          | ↘10       | Чупинская управа         | Чупинский сельсовет                                       |
| 87 | Упорова           | деревня                       | ↘92       | Вихляевская управа       | Вихляевский сельсовет                                     |
| 88 | Хомутинина        | деревня                       | ↗29       | Завьяловская управа      | Завьяловский сельсовет                                    |
| 89 | Черёмухово        | деревня                       | ↘49       | Пановская управа         | Пановский сельсовет                                       |
| 90 | Чернова           | деревня                       | ↘42       | Нижне-Катарачская управа | Нижнекатарачский сельсовет                                |
| 91 | Чупина            | деревня                       | ↘177      | Пионерская управа        | Пионерский сельсовет                                      |
| 92 | Чупино            | посёлок                       | ↘9        | Чупинская управа         | Чупинский сельсовет                                       |
| 93 | Шевелёва          | деревня                       | ↘10       | Завьяловская управа      | Завьяловский сельсовет                                    |
| 94 | Яр                | село                          | ↘761      | Куяровская управа        | Куяровский сельсовет                                      |

### Упразднённые населённые пункты
7 августа 1996 года были упразднены деревни Боровушка, Данилова (Буткинского сельсовета), Николаевка (Завьяловского сельсовета), Коновалова (Нижне-Катараченского сельсовета) и посёлок Первомайский (Вновь-Юрмытского сельсовета).
3 апреля 2020 года упразднён посёлок Пульниково (до 1 октября 2017 года входивший в состав Куяровского сельсовета).

## Местное самоуправление
Главы МО
- Александр Геннадьевич Толкачёв
- с 2023 года — Михаил Владимирович Михайлов[33]

## Промышленность
В округе три промышленных предприятия. Из числа промышленных предприятий преобладают предприятия пищевой промышленности: молочный завод, мясокомбинат, хлебокомбинат. Имеются предприятия лесной и деревообрабатывающей промышленности: Талицкий лесопромышленный комбинат, гослесхоз. Предприятия лёгкой промышленности: АО «Метелица» по производству валенок и войлока. Помимо 20 колхозов и совхозов есть сельскохозяйственные предприятия: «Агрохимия», «Агроснаб», «Агротранс».

## Достопримечательности
На территории Талицкого района в настоящее время имеются 4 памятника природы:
- Дендрарий в г. Талица при Талицком лесотехникуме, заложенный в конце XIX века, с большой коллекцией успешно акклиматизированных древесных пород и кустарников из других районов нашей страны.
- Бор-зеленомошник — участок соснового бора площадью 18,8 га в 68 квартале Талицкого лесничества.
- Бор-зеленомошник — участок соснового бора площадью 33,5 га в 85 квартале Талицкого лесничества.
- Ургинский пруд на реке Урга (93 га).

## Знаменитые земляки
- Кузнецов, Николай Иванович (1911—1944) — советский разведчик, Герой Советского Союза.
- Ельцин, Борис Николаевич (1931—2007) — первый Президент Российской Федерации.
- Исламов, Юрий Верикович — Герой Советского Союза.